# 三宅はるえ
三宅はるえ（みやけ はるえ）は、日本の映画プロデューサーである。

## 経歴
大阪府出身。筑波大学国際総合学類卒業。
2006年映画「LOVE MY LIFE」よりプロデューサーとして映画を中心に活動、国内外を問わず人間に焦点をあてた作品を手がける。

## フィルモグラフィ
- 『LOVE MY LIFE』（2006年、監督：川野浩司、出演：吉井怜、今宿麻美、高橋一生、石田衣良）
- 『未来予想図 〜ア・イ・シ・テ・ルのサイン〜』（2007年、監督：蝶野博、出演：松下奈緒、竹財輝之助、原田泰造、松坂慶子）
- 『あの空をおぼえてる』（2008年、監督：冨樫森、出演：竹野内豊、水野美紀、広田亮平、吉田里琴）
- 『カフーを待ちわびて』（2009年、監督：中井庸友、出演：玉山鉄二、マイコ、勝地涼、沢村一樹）
- 『信さん・炭坑町のセレナーデ』（2010年、監督：平山秀幸、出演：小雪、池松壮亮、石田卓也、岸部一徳、大竹しのぶ）
- 『オー!ファーザー』（2014年、監督：藤井道人、出演：岡田将生、忽那汐里、佐野史郎、河原雅彦、宮川大輔、村上淳、柄本明）
- 『イン・ザ・ヒーロー』（2014年、監督：武正晴、出演：唐沢寿明、福士蒼汰、黒谷友香、寺島進、杉咲花、和久井映見）
- 『最後の命』（2014年、監督：松本准平、出演：柳楽優弥、矢野聖人、比留川游、滝藤賢一、中嶋しゅう）
- 『at Home[1]』（2014年、監督：蝶野博、出演：竹野内豊、松雪泰子、坂口健太郎、黒島結菜、池田優斗、國村隼）
- 『ブルーハーツが聴こえる 「ハンマー（48億のブルース）』（2017年、監督：飯塚健、出演：尾野真千子、角田晃広、萩原みのり、伊藤沙莉）
- 『世界は今日から君のもの』（2017年、監督：尾崎将也、出演：門脇麦、三浦貴大、比留川游、マキタスポーツ、YOU (タレント)）
- 『KOKORO Le Cœur régulier』（2017年、監督：ヴァンニャ・ダルカンタラ、出演：イザベル・カレ、國村隼、安藤政信、門脇麦、葉山奨之）
- 『あの日のオルガン』（2019年、監督：平松恵美子、出演：戸田恵梨香、大原櫻子、佐久間由衣、三浦透子、堀田真由、夏川結衣、田中直樹、橋爪功）
- 『王様になれ』（2019年、監督：オクイシュージ、出演：岡山天音、後東ようこ、岡田義徳）
- 『閉鎖病棟-それぞれの朝-[2]』（2019年、監督：平山秀幸、出演：笑福亭鶴瓶、綾野剛、小松菜奈、渋川清彦、小林聡美）
- 『アイヌモシリ』（2020年、監督：福永壮志、出演：下倉幹人、秋辺デボ、下倉絵美、三浦透子、リリー・フランキー）
- 『樹海村』（2021年、監督：清水崇、出演：山田杏奈、山口まゆ、神尾楓珠、倉悠貴、工藤遥、安達祐実、原日出子、國村隼）
- 『ホムンクルス』（2021年、監督：清水崇、出演：綾野剛、成田凌、岸井ゆきの、石井杏奈、内野聖陽）
- 『牛首村』（2022年、監督：清水崇、出演：Kōki,、萩原利久、高橋文哉、芋生悠、松尾諭、堀内敬子、田中直樹、麿赤兒）
- 『世界の終わりから』（2023年、監督：紀里谷和明、出演：伊東蒼、毎熊克哉、朝比奈彩、冨永愛、高橋克典、北村一輝、夏木マリ）
- 『山女』（2023年、監督：福永壮志、出演：山田杏奈、森山未來、二ノ宮隆太郎、三浦透子、赤堀雅秋、白川和子、品川徹、でんでん、永瀬正敏）
- NETFLIX「地面師たち」（2024年、監督：大根仁、出演：綾野剛、豊川悦司、北村一輝、小池栄子、ピエール瀧、染谷将太、リリー・フランキー、池田エライザ、山本耕史）